# Istigobius
Istigobius là một chi của Họ Cá bống trắng

## Các loài
Chi này hiện hành có các loài sau đây được ghi nhận:
- Istigobius campbelli (D. S. Jordan & Snyder, 1901)
- Istigobius decoratus (Herre, 1927) (Decorated goby)
- Istigobius diadema (Steindachner, 1876)
- Istigobius goldmanni (Bleeker, 1852) (Goldman's goby)
- Istigobius hoesei Murdy & McEachran, 1982
- Istigobius hoshinonis (S. Tanaka (I), 1917)
- Istigobius nigroocellatus (Günther, 1873) (Black-spotted goby)
- Istigobius ornatus (Rüppell, 1830) (Ornate goby)
- Istigobius perspicillatus (Herre, 1945)
- Istigobius rigilius (Herre, 1953) (Rigilius goby)
- Istigobius spence (J. L. B. Smith, 1947)